# Сомбатхељ
Сомбатхељ (мађ. Szombathely) град је у Ваш жупанији у мађарској области Западна прекодунавска регија, у области западне Мађарске.
Сомбатхељ је у Мађарској познат као њен најстарији град. Овде постоји ФК Шабарија.

## Име града
Име града је сложеница од две мађарске речи „субота“ и „место, стециште“, па у дословном преводу означава трговиште на коме се трговало суботом. Овај назив води порекло од средњег века, када су важнија насеља имала посебне дане у недељи за трговање (вашари, панађури).

## Положај
Сомбатхељ се сместио у западном делу Мађарске, на месту где Панонска низија прелази у побрђе Алпа, који се налазе у оближњој Аустрији. Близу града протиче река Раба.

## Историја
Сомбатхељ је најстарији град у Мађарској, образован још у време Старог Рима. Пре доласка Мађара на овим просторима живели су Лангобарди и Словени. У 10. веку долази до насељавања Мађара у ове крајеве, који затичу словенска племена, која су се бавила земљорадњом.
Већ у првим вековима мађарске владавине град постаје значајно средиште државе, али током најезде Монгола у 13. веку град је страдао. Сомбатхељ добија градска права 1407. године.
Развој насеља ометен је османским освајањима у Панонској низији, када је место било на граници, која била нестабилна и са честим сукобима и пљачкашким упадима.
Права власт Хабзбурговаца почиње после куге 1710. и великог пожара 1716. године, када се у дотад мађарски град насељавају 3000 Немаца. 19. век донео је граду Сомбатхељу и успоне и падове. Град је током овог века добио железницу и прву индустрију. Али, град и околну тешко је погодила Револуција 1848/49.
Град је страдао у оба светска рата, а током 1945. године доживео и веома тешко бомбардовање. После Другог светског рата започео је поновни процват града наглом индустријализацијом. Током 80их година изграђено је и много нових зграда (градска библиотека, наткривени базен).
Последњих 20ак година град је поново оживео захваљујући отварању оближње границе ка Аустрији и све већем повезивању државе са Западом.

## Становништво
По процени из 2017. у граду је живело 78.025 становника.
| 1990.  | 2001.  | 2011.  | 2017.  |
| ------ | ------ | ------ | ------ |
| 85.617 | 81.920 | 78.884 | 78.025 |

Почетком 20. века Сомбатхељ са 50ак хиљада становника је био један од највећих градова на подручју данашње Мађарске. Међутим, у време комунизма, због положаја близу гвоздене завесе (границе са Аустријом) град је стагнирао, па су га бројчано престигли многи дотад знатно мањи градови. Последње две деценије, после отварања граница, град поново доживљава нагли развој. Данас град има око 80 хиљада становника и позитивно кретање становништва, за разлику од већег дела државе.

## Партнерски градови
- Ужгород
- Хунедоара
- Јошкар Ола
- Ферара
- Кауфбојрен
- Рамат Ган
- Тур
- Леко
- Лапенранта
- Сисак
- Колдинг
- Кутаиси
- Оберварт
- Марибор
- Трнава

## Галерија
- Римокатоличка катедрала у Сомбатхељу
- Главни трг у граду
- Здање округа Ваш
- палата Пуспоки